# 龍光寺 (文京区)
龍光寺（りょうこうじ）は、東京都文京区本駒込二丁目にある臨済宗東福寺派の寺院で、山号は天澤山。
開基は、肥前唐津藩小笠原家三河吉田城主小笠原壱岐守忠知（小笠原忠知）、讃岐丸亀城主京極刑部少輔高和（京極高和）である。

## 歴史
- 寛永9年（1632年）2月、創立
- 明暦2年（1656年）11月、現在地に移転
- 延宝元年（1673年）8月17日、開山虎伯大宣遷化（世寿六十八）
- 昭和20年3月、第二次世界大戦東京大空襲により伽藍焼失。荻洲伽藍再興
- 昭和44年、本堂落慶
- 昭和57年、書院落慶
- 平成20年5月、金毘羅堂復興

## 早春賦碑
『早春賦』を作詞した吉丸一昌の菩提寺として、一昌忌法要と共に『吉丸一昌顕彰コンサート』等を開催。
平成22年に吉丸一昌没後95年を迎えるに当たり、境内に『早春賦』の歌碑を建立した。
この歌碑は『吉丸一昌顕彰コンサート』に協力してきたNHK初代歌のおねえさん・真理ヨシコの独唱や、森岡紘子、竹内直美、栗田真帆各氏による女声アンサンブル、磯野正明チェロ、貞光裕美子ピアノによる二重奏が流れる仕組みとなっている。

## 墓所
- 小笠原家（譜代大名）
- 京極家（外様大名）
- 三宅観瀾（儒学者）
- 栗山潜鋒（儒学者）
- 深見十左衛門（侠客）
- 吉丸一昌（作詞家）